# Kay Johnson
Kay Johnson, nome d'arte di Catherine Townsend Johnson (Mount Vernon, 29 novembre 1904 – Waterford, 17 novembre 1975), è stata un'attrice statunitense.

## Biografia
Catherine Townsend Johnson nacque a Mount Vernon, nello Stato di New York nel 1904, figlia del noto architetto Thomas R. Johnson, cui si devono alcuni grattacieli di New York tra cui il Woolworth Building. Kay decise di diventare attrice dopo aver lasciato la scuola in Ohio e frequentò l'American Academy of Dramatic Art. Negli anni venti, il suo nome apparve numerose volte nei cast degli spettacoli teatrali di Broadway.
Sposata nel 1928 con il regista John Cromwell, si trasferì in California dove cominciò a lavorare per il cinema, firmando un contratto con la MGM. Debuttò sotto la regia di Cecil B. DeMille in Dinamite (1929). Tra i suoi partner, Gary Cooper in The Spoilers (1930), Leslie Howard in Schiavo d'amore (1934), Warner Baxter in Such Men Are Dangerous (1930). La sua ultima apparizione sullo schermo risale al 1954 ne Il tesoro del Rio delle Amazzoni.
Divorziò da Cromwell nel 1946: avevano adottato due bambini, uno dei quali, James Cromwell, intraprese anch'egli la carriera di attore. Morì il 17 novembre 1975, all'età di 71 anni, a Waterford, nel Connecticut.

## Filmografia
- Dinamite (Dynamite), regia di Cecil B. DeMille (1929)
- Such Men Are Dangerous, regia di Kenneth Hawks (1930)
- La crociera del folle (The Ship from Shanghai), regia di Charles Brabin (1930)
- Terra inumana (This Mad World), regia di William C. deMille (1930)
- The Spoilers, regia di Edwin Carewe (1930)
- Madame Satan, regia di Cecil B. DeMille (1930)
- Billy the Kid, regia di King Vidor (1930)
- Passion Flower, regia di William C. deMille (1930)
- The Single Sin, regia di William Nigh (1931)
- La spia (The Spy), regia di Berthold Viertel (1931)
- La follia della metropoli (American Madness), regia di Frank Capra e (non accreditati) Allan Dwan e Roy William Neill (1932)
- Thirteen Women, regia di George Archainbaud (1932)
- Eight Girls in a Boat, regia di Richard Wallace (1934)
- This Man Is Mine, regia di John Cromwell (1934)
- Schiavo d'amore (Of Human Bondage), regia di John Cromwell (1934)
- Their Big Moment, regia di James Cruze (1934)
- Village Tale, regia di John Cromwell (1935)
- Il richiamo della foresta (The Call of the Wild), regia di William A. Wellman (1935)
- Jalna, regia di John Cromwell (1935)
- Bandiere bianche (White Banners), regia di Edmund Goulding (1938)
- La gloriosa avventura (The Real Glory), regia di Henry Hathaway (1939)
- Il figlio della furia (Son of Fury: The Story of Benjamin Blake), regia di John Cromwell (1942)
- La dama e l'avventuriero (Mr. Lucky), regia di Henry C. Potter (1943)
- Il pilota del Mississippi (The Adventures of Mark Twain), regia di Irving Rapper (1944)
- Il tesoro del Rio delle Amazzoni (Jivaro), regia di Edward Ludwig (1954)

## Teatro
- Go West, Young Man (Broadway, 12 novembre 1923)
- Beggar on Horseback (Broadway, 12 febbraio 1924)
- Beggar on Horseback (ripresa) (Broadway, 23 marzo 1925)
- The Morning After (Broadway, 27 luglio 1925)
- All Dressed Up (Broadway, 9 settembre 1925)
- One of the Family (Broadway, 21 dicembre 1925)
- No Trespassing (Broadway, 7 settembre 1926)
- Crime (Broadway, 22 febbraio 1927)
- A Free Soul (Broadway, 12 gennaio 1928)
- State of Union (Broadway, 14 novembre 1945)